# Martin Fettman
Martin Joseph Fettman (Brooklyn, 31 december 1956) is een Amerikaans voormalig ruimtevaarder. Fettman zijn eerste en enige ruimtevlucht was STS-58 met de spaceshuttle Columbia en begon op 18 oktober 1993. Tijdens de missie werden er verschillende experimenten gedaan in de Spacelab module.
Fettman werd in 1991 geselecteerd door NASA. In 1993 ging hij als astronaut met pensioen.